# 黃正色 (嘉靖庚戌進士)
黃正色（1515年—？），字則徵，河南汝寧府光山縣人，民籍，明朝政治人物。同進士出身。

## 生平
嘉靖十六年（1537年）甲午科河南鄉試第七名舉人。嘉靖二十九年（1550年）中式庚戌科會試第一百四十四名，三甲第四十八名進士。歷官河间府、福州府推官，三十三年五月选授山東道試監察御史。三十四年任巡城御史，奏革夫役等八事，奏皇城九门内不许卖刀剑，又奏定房号，及奏革宫市。三十五年三月掌吏部事大學士李本奉詔考察不職科道官共三十八人，以浮躁降調，谪无为州判官。后历官至山西副使，致仕。祀乡贤。

## 家族
曾祖黃仕通；祖父黃俸；父黃甲，監生。母徐氏。重庆下。弟中色。